# Between Two Evils
Between Two Evils è l'EP di debutto della cantante e ballerina statunitense Aubrey O'Day (componente delle Danity Kane), pubblicato il 13 agosto 2013.

## Tracce
1. DJT – 3:04
2. Unchoose You – 4:16
3. Love Me When You Leave – 4:16
4. Let Me Lay – 4:07
5. Hurts So Good – 4:03
6. Before I Drown – 3:46
7. Second Call – 3:27
8. Devil & Me – 3:44
9. Outro – 1:43

## Classifiche
L'album ha debuttato alla posizione numero 131 della Billboard 200, vendendo nella prima settimana oltre 3 000 copie negli Stati Uniti.
| Classifica                | Posizione massima |
| ------------------------- | ----------------- |
| Stati Uniti               | 131               |
| Stati Uniti (heatseekers) | 3                 |
| Stati Uniti (independent) | 25                |